# Uncie (monedă)

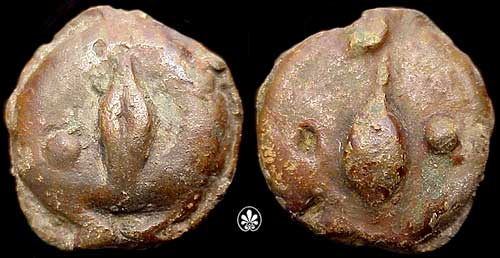
Uncie de bronz; circa 275-270 î.Hr.: avers: bob de grâu, la stânga o globulă; revers: bob de grâu, la dreapta o globulă

Uncia (în latină uncia, plural unciae) a fost o monedă romană în valoare de 1/12 a unui as.

## Etimologie
Cuvântul românesc uncie este un împrumut din latină uncia: „a douăsprezecea parte dintr-un întreg.”

## Uncia republicană

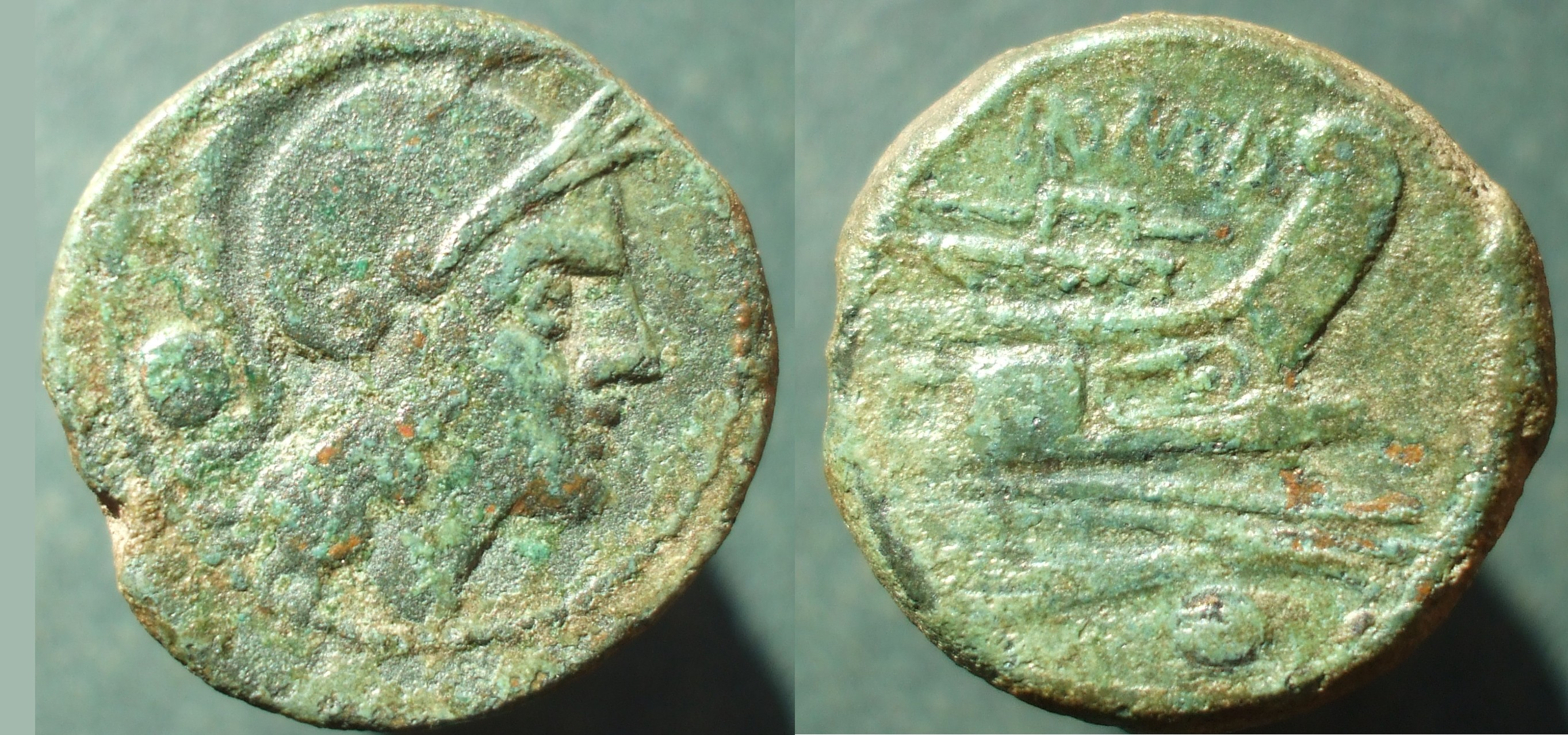
Uncie de bronz bătută între 215 î.Hr. și 212 î.Hr.; avers: capul cu cască al zeiței Roma și o globulă; revers: proră, ROMA și globulă.

Uncia  era o monedă din  bronz din Roma Antică, cu valoarea de a douăsprezecea parte dintr-un as, emisă de Republica Romană și de alte populații din Italia antică.
Uncia avea greutatea teoretică de circa 27 de grame în standardul libral și era produsă doar ocazional încă de la începutul  emiterii de monede romane turnate din bronz.
În emisiunile monetare romane directe tipurile folosite au fost: un os (circa 289-245 î.Hr.), un bob de grâu (circa 280-245 î.Hr.), capul cu cască al zeiței Roma (de la circa 240 î.Hr.). Semnul indicator al valorii era o globulă.

## Uncia imperială
În Imperiul Roman uncia a fost reașezată în uz, pentru o scurtă perioadă, de Traian (98-117) și  de Hadrian (117-138). Moneda avea un diametru de 11–14 mm și cântărea circa 0,8-1,2 grame. Prezenta capul împăratului pe avers, fără nicio inscripție (anepigraf), iar pe revers, SC („Senatus Consulto”), într-o cunună.